# Österås
Österås is een plaats in de gemeente Sollefteå in het landschap Ångermanland en de provincie Västernorrlands län in Zweden. De plaats heeft 58 inwoners (2005) en een oppervlakte van 21 hectare.